# Jože Okoren
Jože Okoren es un deportista yugoslavo que compitió en atletismo adaptado. Ganó dos medallas en los Juegos Paralímpicos de Verano, bronce en Heidelberg 1972 y plata en Arnhem 1980.

## Palmarés internacional
| Juegos Paralímpicos | Juegos Paralímpicos   | Juegos Paralímpicos | Juegos Paralímpicos |
| Año                 | Lugar                 | Medalla             | Prueba              |
| ------------------- | --------------------- | ------------------- | ------------------- |
| 1972                | Heidelberg (RFA)      | Medalla de bronce   | Disco 2             |
| 1980                | Arnhem (Países Bajos) | Medalla de plata    | Disco 2             |